# Georges Lautner
Pour les articles homonymes, voir Lautner.
Georges Lautner est un réalisateur et scénariste français, né le 24 janvier 1926 à Nice, et mort le 22 novembre 2013 à Neuilly-sur-Seine.
Attiré dès ses débuts vers la comédie, Lautner est surtout connu pour avoir mis en image les plus fameuses répliques de Michel Audiard, leur collaboration la plus célèbre restant Les Tontons flingueurs. Ses incursions dans les autres genres — dont Le Professionnel en 1981 ou La Maison assassinée en 1988 — connurent également le succès. Il demeure une grande figure de la comédie française des années 1960 à 1980.
Il est le fils de l’actrice française Renée Saint-Cyr, célèbre dans les années 1930 et 1940, qu’il a fait tourner dans onze de ses films, à partir des années 1960.

## Biographie

### Origines et jeunesse
Georges Marion Charles Lautner naît à Nice en 1926, d’une mère comédienne, Marie-Louise Vittore dite Renée Saint-Cyr (1904-2004) et de Charles Léopold Lautner (1893-1938), joaillier catholique d'origine autrichienne (Vienne) qui s’installe ultérieurement à Vichy. Son père a été aviateur pendant la Première Guerre mondiale : il était mitrailleur aérien, après avoir été incorporé un an avant le début de la guerre, le 10 avril 1913, au 2e régiment de chasseurs d'Afrique (croix de guerre coloniale). Après la guerre, poursuivant ce qui est devenu une passion, il participe à des meetings aériens. 
En 1933, après avoir passé une partie de son enfance dans le Midi, le petit Georges Lautner suit sa mère à Paris car elle commence une carrière cinématographique : dès ses débuts, elle connaît le succès avec Les Deux Orphelines dont elle tient le rôle principal. Son jeune fils découvre alors le cinéma et fréquente les salles obscures. Cette période joyeuse est endeuillée cinq ans plus tard par la mort de son père, qui se tue à 45 ans (son fils Georges a alors 12 ans) le 17 juillet 1938, dans l’accident d'un Farman 402 (de) de l'aéroclub de Vichy alors qu'il réalisait un vol de loisir au-dessus de la station thermale avec une jeune cantatrice.

### Études
Durant la Seconde Guerre mondiale, il est scolarisé au lycée Janson-de-Sailly, à Paris. Malgré cette période difficile, il essaie de préserver une jeunesse fêtarde, puis se sentant concerné par ce qui se passe en France, il n'hésite pas à venir observer de plus près les événements dans la capitale, ce qui ne manque pas de développer son sens critique.
Après la libération de Paris et avoir obtenu un baccalauréat philosophie-sciences, Lautner se tourne vers le cinéma, notamment en faisant de « petits boulots » : ses débuts se font en 1945 comme décorateur dans La Route du bagne, de Léon Mathot. En 1947, il interrompt son début de carrière professionnelle pour son service militaire qu’il effectue en Autriche : celui-ci est néanmoins l’occasion de faire un stage de projectionniste 16 mm ; il est ensuite affecté au Service cinématographique des armées (SCA) de Paris, où il côtoie Claude Lecomte et Marcel Bluwal.

### Carrière
Au sortir de l'armée, son expérience en matière de pellicule lui vaut de devenir en 1949 le second assistant-réalisateur de Sacha Guitry pour Le Trésor de Cantenac. Durant les années 1950, il continue d'être assistant réalisateur (pour Les Chiffonniers d'Emmaüs — rencontrant sur le tournage le cascadeur Henri Cogan, devenu son fidèle collaborateur et ami — et Courte tête), puis il fait des apparitions dans des films comme Capitaine Ardant. Alors qu'il avait pour ambition de devenir comédien, qu'il dut abandonner car il était trop timide et n'avait pas les dons nécessaires, Lautner préfère rester derrière la caméra. Il apprend très vite à user du système D[réf. nécessaire], ce qui lui confère une efficacité à toute épreuve dès qu'il s'agit de pallier les imprévus. Grâce à de bonnes capacités relationnelles, il a pour habitude d'aller discuter avec les seconds rôles et les figurants durant les tournages : se rendant compte qu’il sait mettre à l'aise les comédiens, le goût de devenir réalisateur lui vient progressivement.
En 1958, le directeur de production Maurice Juven le remarque et lui confie la réalisation de La Môme aux boutons, tourné en un mois avec des acteurs de boulevard. Malheureusement, le premier long métrage de Lautner est un échec commercial. Néanmoins, après ce premier essai, le jeune cinéaste se voit confier par Juven une nouvelle réalisation, celle de Marche ou crève. Cette adaptation d'un roman de Jack Murray, que le réalisateur signe avec Pierre Laroche (qui va collaborer sur cinq films du réalisateur), est considérée par Lautner comme sa première vraie réalisation. Le film amortit l'échec du précédent, lui permettant d’obtenir avec son équipe la mise en scène du drame Arrêtez les tambours, qui connaît un certain succès en salles (1,6 million d'entrées). Ce film marque le début de la collaboration de Lautner avec le chef-opérateur Maurice Fellous.
Mais c'est en 1961 qu'il acquiert sa réputation auprès du grand public avec Le Monocle noir. Adapté d'un roman du colonel Rémy, cette comédie policière — avec Paul Meurisse dans le rôle du « Monocle », agent secret français — est également un succès commercial (1,6 million d'entrées) et aura deux suites. En 1962, il tourne Le Septième Juré, drame psychologique avec Bernard Blier.
Sa façon de tourner — usage du champ et contre-champ — lui vaut d'être recommandé par Bernard Blier et Michel Audiard (qui va collaborer avec Lautner pour une dizaine de films) à Alain Poiré, dirigeant de Gaumont International. Or, Poiré a la réputation de savoir dénicher les talents.

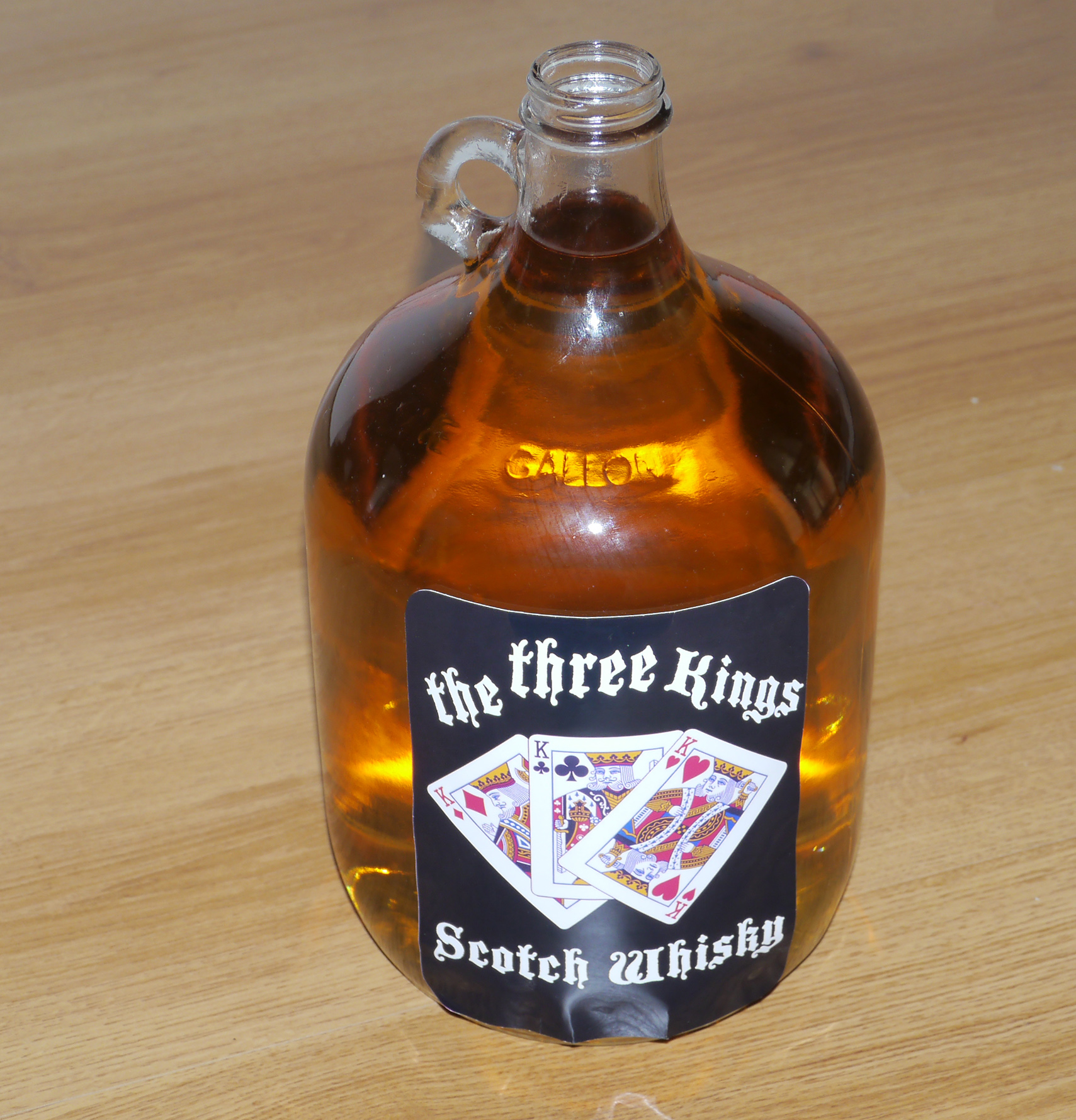
Reconstitution de la fameuse bouteille d'alcool, dit « brutal », du film Les Tontons flingueurs, lors de la scène des quatre compères attablés dans la cuisine.

En 1963, Poiré lui offre la réalisation des Tontons flingueurs, dont le dialoguiste est Michel Audiard. La distribution comprend Lino Ventura (qui remplace Jean Gabin après un désaccord avec Lautner), Bernard Blier, Jean Lefebvre et Francis Blanche. Le film, sommet de la parodie de film policier, est à nouveau un succès avec plus de trois millions d'entrées ; il devient même un classique du cinéma français bien qu'il ait été mal accueilli par la critique à l'époque de sa sortie, au point d’être régulièrement rediffusé par les chaînes de télévision française jusqu’au début des années 2000.
Lautner rencontre à la même époque Mireille Darc et la fait tourner dans une dizaine de films, notamment : Des pissenlits par la racine ; Les Barbouzes, nouvel opus du groupe Audiard-Lautner-Blier-Ventura-Blanche ; Galia, film sur la libération sexuelle ; Ne nous fâchons pas ; La Grande Sauterelle.

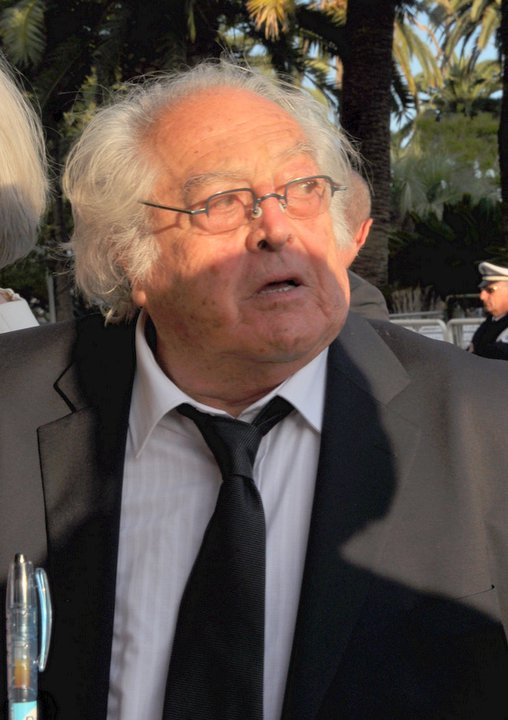
Georges Lautner lors de l'hommage à Jean-Paul Belmondo au Festival de Cannes 2011.

En 1968, il réalise le film policier Le Pacha, dialogué par Audiard, avec un Jean Gabin réconcilié. Au début du tournage, l'atmosphère est néanmoins lourde. Gabin se retrouve désarçonné par le style Lautner : gros plans à répétition, nombreuses coupes… de plus, le réalisateur, timide par nature, est très impressionné par le comédien. Mais quand les premiers rushes sont montés, mis en musique et projetés, Gabin comprend alors le style et le ton du film. Cela le décide à faire confiance au réalisateur pour le reste du tournage. Après quelques problèmes avec la censure, le film sort et connaît à la fois un succès public et critique. Après l'échec de son long métrage américain La Route de Salina, il tourne la comédie Laisse aller... c'est une valse !, avec Jean Yanne. Ce film marque par ailleurs les débuts de Coluche au cinéma.
Les années 1970 sont prolifiques pour Lautner, qui connaît succès sur succès avec Il était une fois un flic, Quelques messieurs trop tranquilles, La Valise, Les Seins de glace, On aura tout vu et Mort d'un pourri : il fait tourner des acteurs confirmés comme Jean-Pierre Marielle, Alain Delon et Pierre Richard, mais aussi des acteurs débutants comme Gérard Lanvin et Miou-Miou.
Après une collaboration — difficile — avec Delon (pour Les Seins de glace et Mort d'un pourri), Georges Lautner fait tourner Jean-Paul Belmondo en 1979 dans Flic ou Voyou. Devenus amis, Belmondo et Lautner signent ensuite trois films en commun : Le Guignolo, Le Professionnel, énorme succès en 1981, et Joyeuses Pâques qui atteint près de 3,5 millions d'entrées.

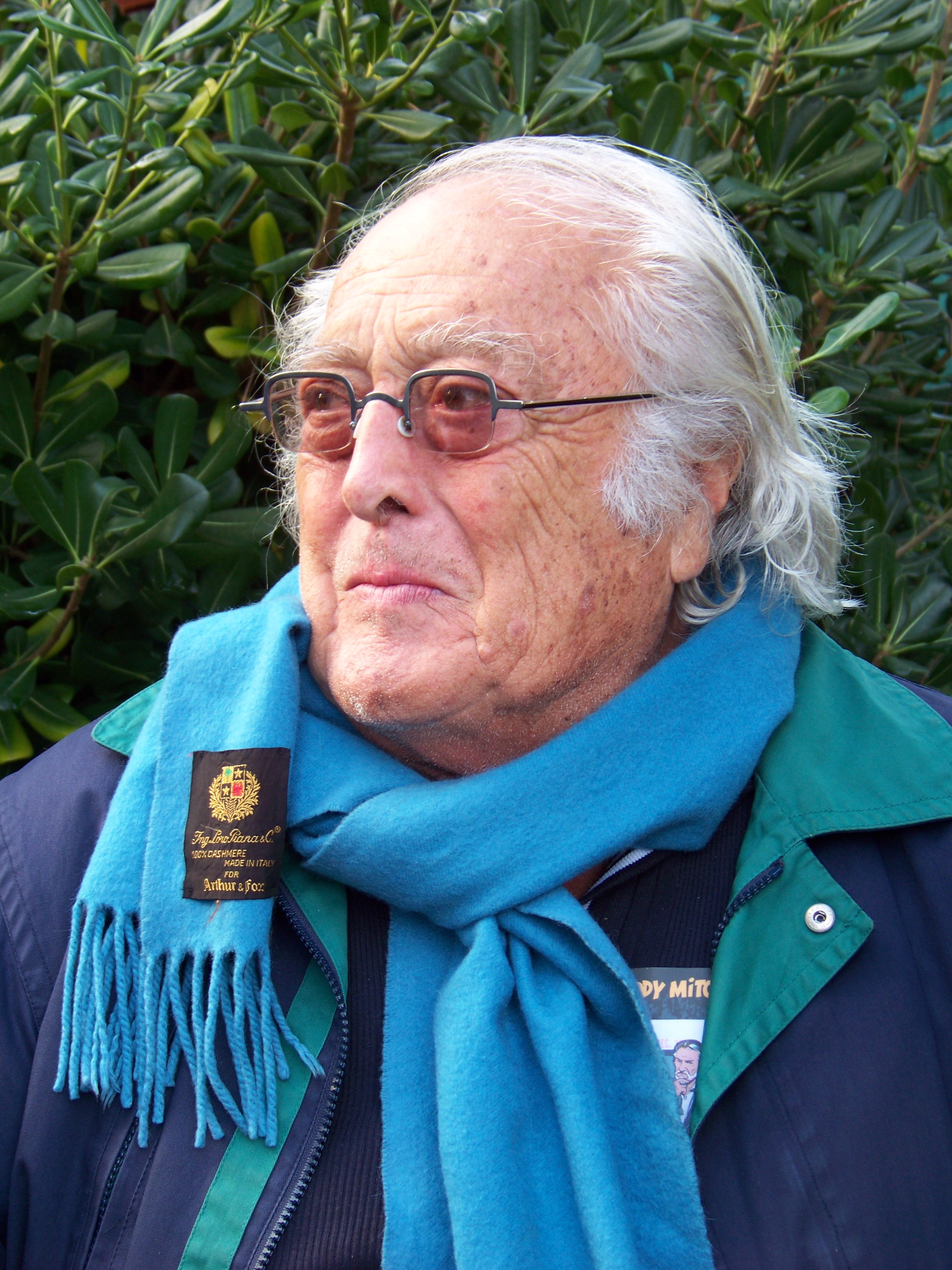
Le réalisateur aux 23e Rencontres cinématographiques de Cannes en 2010.

La seconde moitié des années 1980 est marquée par la fin de sa collaboration avec Michel Audiard (disparu en juillet 1985) ; elle oscille entre succès (La Maison assassinée, avec Patrick Bruel) et échecs commerciaux.

### Fin de carrière
La carrière cinématographique de Georges Lautner  a pris une tournure moins heureuse après son dernier film avec Belmondo en 1992, L'Inconnu dans la maison qui ne rencontre pas le succès escompté. Il cesse alors de travailler pour le cinéma, se limitant à quelques téléfilms. À partir de 2000, il a fait face à une inactivité forcée ne voulant pas dit-il "s'accrocher au cinéma comme à une pension de retraite". Malgré cette période difficile, sa dernière grande joie est venue de Quentin Tarantino, qui utilise la musique de  « La route de Salina » dans "Kill Bill Volume 2" en 2004. Cet hommage le ravit, d'autant plus qu'il est solennellement reçu au Festival de Cannes à l'âge de 78 ans, un lieu où jamais un de ses propres films n'a été présenté.
En 2007, il est président du jury au Festival du cinéma russe à Honfleur.

### Mort
Georges Lautner meurt le 22 novembre 2013 à Neuilly-sur-Seine, des suites d'un cancer, à l'âge de 87 ans. Il est inhumé, au côté de sa mère, Renée Saint-Cyr, au cimetière du Château à Nice, situé sur un promontoire rocheux dominant la Méditerranée, après une cérémonie religieuse en la cathédrale Sainte-Réparate voisine.
Avec son épouse Caroline, il a eu deux enfants.

## Postérité

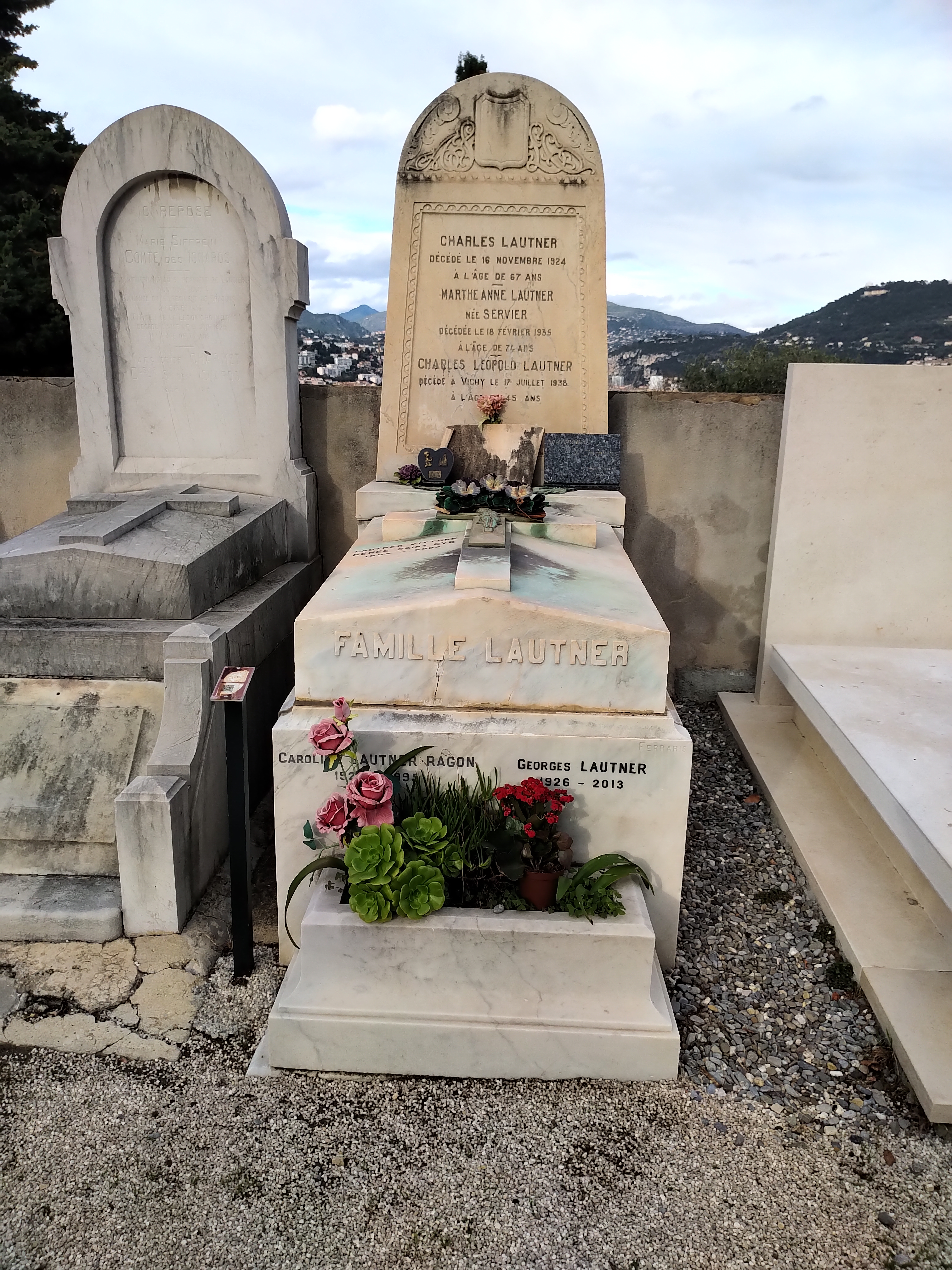
Sépulture de Georges Lautner au cimetière du Château à Nice.

Georges Lautner fait partie des cinéastes populaires, peu appréciés par la critique de son époque. En 1963, lorsque sort Les Tontons flingueurs, le film est éreinté par la critique, qui le trouve trop caricatural et à peine divertissant, mais il rencontre un réel succès auprès du public, puisqu'il totalise 3 342 393 entrées en France,. Aujourd'hui, Les Tontons flingueurs est considéré comme un film culte,, et rencontre un succès d'audience à chaque diffusion à la télévision,.
Lautner obtient, en 1981, son plus grand succès commercial avec Le Professionnel, qui totalise 5 243 511 entrées.
Le long de sa carrière, les films qu'il a réalisés ont réuni 60,5 millions de spectateurs dans les salles françaises,.

## Filmographie

### Réalisateur

#### Cinéma
Les films réalisés par Georges Lautner ont totalisé près de 60 750 000 entrées au box-office français. Le classement annuel de L'Invité surprise, sorti en 1989, n'est pas connu.
Source : Filmographie de Georges Lautner sur jpbox-office.com
| Film                                            | Année (sortie France) | Entrées France | Classement annuel |
| ----------------------------------------------- | --------------------- | -------------- | ----------------- |
| La Môme aux boutons                             | 1958                  | 143 683        | 118e              |
| Marche ou crève                                 | 1960                  | 827 478        | 105e              |
| Arrêtez les tambours                            | 1961                  | 1 642 335      | 45e               |
| Le Monocle noir                                 | 1961                  | 1 624 192      | 46e               |
| En plein cirage                                 | 1962                  | 635 634        | 85e               |
| Le Septième Juré                                | 1962                  | 1 172 121      | 60e               |
| L'Œil du Monocle                                | 1962                  | 1 254 646      | 57e               |
| Les Tontons flingueurs                          | 1963                  | 3 342 393      | 8e                |
| Des pissenlits par la racine                    | 1964                  | 1 517 887      | 31e               |
| Le Monocle rit jaune                            | 1964                  | 1 345 696      | 42e               |
| Les Barbouzes                                   | 1964                  | 2 430 611      | 15e               |
| Les Bons Vivants                                | 1965                  | 1 391 061      | 27e               |
| Galia                                           | 1966                  | 1 221 456      | 32e               |
| Ne nous fâchons pas                             | 1966                  | 1 877 412      | 18e               |
| La Grande Sauterelle                            | 1967                  | 1 026 237      | 37e               |
| Fleur d'oseille                                 | 1967                  | 692 401        | 56e               |
| Le Pacha                                        | 1968                  | 2 050 211      | 17e               |
| La Route de Salina (Road to Salina)             | 1970                  | 446 788        | 76e               |
| Laisse aller... c'est une valse !               | 1971                  | 1 386 576      | 25e               |
| Il était une fois un flic                       | 1972                  | 2 045 307      | 15e               |
| Quelques messieurs trop tranquilles             | 1973                  | 2 067 380      | 14e               |
| La Valise                                       | 1973                  | 1 208 862      | 33e               |
| Les Seins de glace                              | 1974                  | 1 462 693      | 31e               |
| Pas de problème !                               | 1975                  | 1 810 393      | 19e               |
| On aura tout vu                                 | 1976                  | 1 290 565      | 27e               |
| Mort d'un pourri                                | 1977                  | 1 854 317      | 11e               |
| Ils sont fous ces sorciers                      | 1978                  | 844 890        | 49e               |
| Flic ou Voyou                                   | 1979                  | 3 950 691      | 3e                |
| Le Guignolo                                     | 1980                  | 2 876 016      | 9e                |
| Est-ce bien raisonnable ?                       | 1981                  | 722 402        | 58e               |
| Le Professionnel                                | 1981                  | 5 243 511      | 4e                |
| Attention, une femme peut en cacher une autre ! | 1983                  | 1 107 386      | 44e               |
| Joyeuses Pâques                                 | 1984                  | 3 428 889      | 8e                |
| Le Cowboy                                       | 1985                  | 707 265        | 61e               |
| La Cage aux folles 3                            | 1985                  | 1 693 202      | 25e               |
| La Vie dissolue de Gérard Floque                | 1987                  | 648 940        | 50e               |
| La Maison assassinée                            | 1988                  | 974 072        | 30e               |
| L'Invité surprise                               | 1989                  | 215 268        | NC                |
| Présumé dangereux                               | 1990                  | 63 016         | 142e              |
| Triplex                                         | 1991                  | 68 670         | 144e              |
| Room Service                                    | 1992                  | 43 083         | 145e              |
| L'Inconnu dans la maison                        | 1992                  | 413 794        | 71e               |
| Total                                           | -                     | 60 748 158     | -                 |

#### Télévision
- 1992 : Prêcheur en eau trouble
- 1994 : L'Homme de mes rêves
- 1996 : Le Comédien, adaptation d'une pièce de Sacha Guitry
- 2000 : Les Redoutables, avec Christopher Lee. Segment : Les cons ça ose tout.

### Scénariste
- 1960 : Marche ou crève
- 1960 : Arrêtez les tambours
- 1961 : En plein cirage
- 1962 : L'Œil du Monocle
- 1963 : Les Tontons flingueurs
- 1963 : Des pissenlits par la racine
- 1964 : Le Monocle rit jaune
- 1965 : Les Bons Vivants
- 1966 : Ne nous fâchons pas
- 1967 : La Grande Sauterelle
- 1967 : Fleur d'oseille
- 1968 : Le Pacha
- 1970 : Michel Strogoff, d'Eriprando Visconti
- 1971 : Il était une fois un flic
- 1971 : La Route de Salina (Road to Salina)
- 1971 : Laisse aller... c'est une valse !
- 1973 : Quelques messieurs trop tranquilles
- 1973 : La Valise
- 1975 : Pas de problème !
- 1978 : Ils sont fous ces sorciers
- 1981 : Le Professionnel
- 1984 : Joyeuses Pâques
- 1984 : Le Cowboy
- 1985 : La Cage aux folles 3
- 1986 : La Vie dissolue de Gérard Floque
- 1987 : La Maison assassinée
- 1988 : L'Invité surprise
- 1989 : Présumé dangereux
- 1991 : Room Service
- 1992 : Prêcheur en eau trouble (téléfilm)
- 1992 : L'Inconnu dans la maison
- 1994 : L'Homme de mes rêves (téléfilm)
- 1995 : Entre ces mains-là, d'Arnaud Sélignac (téléfilm)

### Assistant réalisateur
- 1952 : L'amour n'est pas un péché de Claude Cariven
- 1954 : Les Corsaires du bois de Boulogne de Norbert Carbonnaux
- 1954 : Le Chevalier de la nuit de Robert Darène
- 1958 : Le Temps des œufs durs de Norbert Carbonnaux

### Collaborations récurrentes
Georges Lautner a fait de Mireille Darc (treize fois), sa mère Renée Saint-Cyr (onze fois), Michel Galabru (huit fois), Bernard Blier (huit fois), Henri Guybet (sept fois), Jean Lefebvre (six collaborations), Francis Blanche (six fois), Jean-Paul Belmondo (cinq fois), Miou-Miou (cinq fois), Michel Constantin (quatre fois), Lino Ventura (trois collaborations) et Paul Meurisse (trois fois), ses acteurs fétiches.

## Œuvres écrites et présence dans l’édition

### Autobiographie
- Avec José-Louis Bocquet, On aura tout vu, Paris : Flammarion, 2005, 275 p.  (ISBN 2-08-068690-9)

### Scénario
- Le Septième Juré, L'Avant-scène cinéma n° 568, 5 mai 2008, 119 p.  (ISBN 978-2-84725-062-6)

### Bandes dessinées
- Avec Philippe Chanoinat (pour le scénario), Phil Castaza (dessins), On achève bien les cons !, Toulon : Soleil Productions, janvier 2004, 52 p.  (ISBN 2-84565-655-6)
- Georges Lautner (scénario), Wilmaury (illustrations et couleur), Baraka vol. 1 : La Pilule de la chance, Paris : Emmanuel Proust, coll. « Ciné9 », mai 2004, 48 p.  (ISBN 2-84810-034-6)
- Georges Lautner (scénario), Wilmaury (illustrations et couleur), Baraka vol. 2 : La Chance aux trousses, Paris : Emmanuel Proust, coll. "Ciné9", janvier 2006, 48 p.  (ISBN 2-84810-083-4)
- Avec Philippe Chanoinat (pour le scénario), Philippe Castaza (illustrations), Les Cons, ça ose tout, Paris : Le Lombard, août 2006, 46 p.  (ISBN 2-8036-2178-9)

### Préfaces de Georges Lautner
- Didier Gayraud, Belles Demeures en Riviera : 1835-1930, Nice : Gilletta, 2016, 300 p.  (ISBN 978-2-35956-084-8)
- Philippe Chanoinat et Charles Da Costa (illustrations), Les Tontons éparpillés façon puzzle, Grenoble : Glénat, juin 2016, 48 p.  (ISBN 978-2-344-01608-4)
- Philippe Lombard, Les Grandes Gueules du cinéma français : Gabin, Ventura, Belmondo, Delon, Paris : L'Express éditions, coll. "Studio ciné live", octobre 2012, 189 p.  (ISBN 978-2-84343-942-1)
- Jeff Domenech, Belmondo, du rêve à la réalité, Paris : Democratic Books, mai 2011, 193 p.  (ISBN 978-2-36104-042-0)
- Philippe Chanoinat et Charles Da Costa (dessins), Les Films du dimanche soir, Paris : 12 bis, janvier 2011, 46 p.  (ISBN 978-2-35648-231-0)
- Rémy Julienne, Ma vie en cascades, préface avec Claude Pinoteau. Paris : Éditions n° 1, mai 2009, 219 p.  (ISBN 978-2-84612-259-7)
- Arnaud Gobin et Jacques Rouzet (direction), Les grandes affaires criminelles des Alpes-Maritimes, Clermont-Ferrand : Ed. De Borée, mai 2008, 351 p.  (ISBN 978-2-84494-679-9)
- Philippe Chanoinat (scénario) et Philippe Castaza (illustrations), Les Teigneux (vol. 1) : Bazooka twist, Toulon : Soleil, juin 2002, 48 p.  (ISBN 2-84565-321-2)
- Philippe Chanoinat (scénario) et Philippe Castaza (illustrations), Les Teigneux (vol. 2) : Carnage boogie, Toulon : Soleil, avril 2003, 48 p.  (ISBN 2-84565-462-6)
- Jean-Luc Denat et Pierre Guingamp, Les Tontons flingueurs et les Barbouzes, toute une époque !..., . Paris : L'Harmattan, coll. "Champs visuels", septembre 1998, 192 p.  (ISBN 2-7384-6841-1)

## Décorations
- Commandeur de l'ordre des Arts et des Lettres, le 30 mai 1996[19].